# بيت حمادي (بعدان)

تعديل مصدري - تعديل

بيت حمادي محلة تابعة لقرية المريس، التابعة لعزلة الحرث بمديرية بعدان إحدى مديريات محافظة إب في الجمهورية اليمنية، بلغ تعداد سكانها 118 حسب تعداد اليمن لعام 2004.